# Giętkoząb cętkowany
Giętkoząb cętkowany (Synodontis multipunctatus) – gatunek słodkowodnej ryby sumokształtnej z rodziny pierzastowąsowatych (Mochokidae). Bywa hodowany w akwariach.

## Występowanie
Endemit jeziora Tanganika.

## Opis
Ryba stadna, raczej spokojna, płocha. Lubi chować się w kryjówkach. Starsze osobniki, zwłaszcza pozbawione stada, w stosunku do innych ryb żerujących przy dnie potrafią być aroganckie. Dorasta do 27,5 cm długości całkowitej, w akwariach zwykle mniej.
Dymorfizm płciowy słabo zaznaczony. Samiec jest smuklejszy od samicy. Obie płcie mają 2 otwory pod brzuchem, jeden odbytowy a drugi rozrodczy. Ten drugi u samców ma kształt kolca, u samic oba otwory są podobne.

## Rozmnażanie
Pasożyt lęgowy podrzucający zapłodnioną ikrę pielęgnicom.

## Warunki w akwarium
| Zalecane warunki w akwarium | Zalecane warunki w akwarium                                                          |
| --------------------------- | ------------------------------------------------------------------------------------ |
| Zbiornik                    | duży, wystrój akwarium charakterystyczny dla biotopu tanganikańskiego, z kryjówkami. |
| Temperatura wody            | 24–27 °C                                                                             |
| Twardość wody               | twarda, 8–25°n                                                                       |
| Skala pH                    | 7,3–8,8                                                                              |
| Pokarm                      | ryba wszystkożerna                                                                   |